# Arno (cantante)
Arnold Charles Ernest Hintjens (Ostende, 21 de mayo de 1949 – Bruselas, 23 de abril de 2022), conocido principalmente por su nombre artístico Arno, fue un artista belga nacido en Ostende. Fue el líder de TC Matic, una de las bandas de Bélgica más famosas de la década de 1980. Tras la separación de la banda en 1986, empezó a trabajar en solitario.
Arno tenía canciones que eran una mezcla del inglés, francés, alemán y su dialecto de Ostende. Para TC Matic, una banda con un éxito artístico moderado en Europa, escribió y coescribió todo el material de la banda, en gran parte junto con el guitarrista y productor Jean-Marie Aerts. Después de empezar a trabajar en solitario, lanzó más de una docena de álbumes durante su exitosa carrera. En 2002 recibió el título de "Chevalier des Arts et des Lettres" (Caballero de las Artes y las Letras) por el gobierno francés. Una biografía de 2004 hecha por Gilles Deleux se tradujo al holandés como Een lach en een traan ("Una sonrisa y una lágrima")..
En la película belga Camping Cosmos interpretó al socorrista acuático homosexual Harry quién no le hace caso a Lolo Ferrari que encarna en una caricatura de Pamela Anderson.
A principios de 2020, Arno pospuso su siguiente gira debido a problemas de salud.
Falleció el 23 de abril de 2022.

## Discografía

### Solo
- Arno (1986)
- Charlatan (1988)
- Ratata (1990)
- Tracks From The Story (1992)
- Idiots Savants (1993)
- Water (1994) juntó con los Subrovnicks
- À La Française (1995)
- Live À La Française (1997)
- Give Me The Gift (1997)
- European Cow Boy (1999)
- À Poil Commercial (1999)
- Le Best Of (2000)
- Arno Charles Ernest (2002)
- Longbox (2002)
- French Bazaar (2004)
- Live in Brussels (2005)
- Jus De Box (2007)
- Covers Cocktail (2008) Only sold with Belgian magazine Humo
- Brussld (2010)
- Future Vintage (2012)
- Le coffret essentiel (2014)
- Human Incognito (2016)*'
- Santeboutique (2019)[5]
- Vivre (2021)[6]

### Freckleface
- Freckleface (1972)

### Juntó con Tjens Couter
- Who Cares (1975)
- Plat Du Jour (1978)
- Singles 1975-1980 (1978)
- If It Blows (Let It Blow) (compilación de CD, 1991)

### Juntó con TC Matic
- TC Matic (1981)
- L'Apache (1982)
- Choco (1983)
- Yé Yé (1985)
- The Best Of (Ça Vient, Ça Vient, Change Pas Demain) (1986)
- Compil Complet! (2000)
- TC Matic - The Essential (2003)

### Como Charles
- Charles Et Les Lulus (1991) with Roland Vancampenhout, Adriano Cominotto and Piet Jorens.
- Charles and the White Trash European Blues Connection (1998)

## Filmografía
- 1987: Skin (by Guido Henderickx) como Chico
- 1996: Camping Cosmos (de Jan Bucquoy) como el mismo
- 1997: Alors voilà (de Michel Piccoli) como el mismo
- 1999: Surveiller les tortues (Cortometraje, de Inès Rabadan) como André
- 2006: Komma (de Martine Doyen) como Peter De Wit / Lars Ericsson
- 2007: Ex Drummer (de Koen Mortier)
- 2007: Parade nuptiale (de Emma Perret)
- 2007: I Always Wanted to Be a Gangster (de Samuel Benchetrit) como el mismo
- 2009: Petites vacances à Knokke-le-Zoute (Telefilme, de Yves Matthey) como Maurice
- 2014: Le goût des myrtilles (de Thomas De Thier) como Eric Dessart
- 2015: Prejudice (de Antoine Cuypers) como Alain

## Honores
- Caballero en la Orden de las Artes y las Letras: 2002[7]
- Grand Prix du Disque de la canción francesa (Charles Ernest): 2002
- Ciudadano de honor de la ciudad de Bruselas: 2017[8]
- Ciudadano de honor de la ciudad de Ostende: 2018[9]
- MIA Lifetime Achievement Award: 2019[10]
- Oficial en la Orden de la Corona: 2022[11]